# Once Not Far from Home

Once Not Far from Home est un court métrage américain réalisé par Ben Van Hook, sorti en 2006.

## Synopsis
Histoire dramatique au sujet d'un petit garçon curieux, d'une belle jeune fille et d'une vieille maison mystérieuse qui tient le secret de leur amour et de leur destin.

## Fiche technique
- Titre : Once Not Far from Home
- Réalisation : Ben Van Hook
- Scénario : Claudemir Oliveira et Todd Thompson
- Production : Rick Klimek, Vicki Koval, Kathleen Lawler, David Lyons, Phil Rampy, Bob Reese, Kathryn Ruscio-Kelly, Rob Scheiwiller, Smithy Sipes, Todd Thompson et Craig Ustler
- Société de production : Stars North
- Budget : 38 000 dollars américains (27 892 euros)
- Musique : Colin O'Malley
- Photographie : Vincent Delaney
- Montage : Michael Cronin
- Direction artistique : Arne Knudsen
- Costumes : Jannina Ortiz
- Pays d'origine : États-Unis
- Format : Couleurs - 1,33:1 - Stéréo - 35 mm
- Genre : Court métrage, drame
- Durée : 16 minutes
- Date de sortie : 11 août 2006 (festival du film de Rhode Island)

## Distribution
- Erik Per Sullivan : le petit garçon
- Skye McCole Bartusiak : la petite fille
- Daniel Hugh Kelly : le père
- James Best : le docteur
- Brett Rice : le shérif
- David Lyons : le fossoyeur
- Prudence Knight : la vieille femme
- Bernard Shain : le vieil homme
- Chanel Hart : le professeur
- Jean Wilkes : la secrétaire de l'école
- Michael Bolten : un étudiant
- Brody Karcewski : un étudiant
- Olivia Solomon : Olivia, une étudiante

## Autour du film
- Le tournage s'est déroulé du 7 au 10 juillet 2004 à Chuluota, Oakland et Orlando, en Floride.
- Erik Per Sullivan fêta son 13e anniversaire durant le tournage.

## Distinctions
- Prix du meilleur court métrage, lors du Gulf Coast Film & Video Festival en 2005.
- Prix du meilleur réalisateur de court métrage, lors des Crystal Reel Awards en 2006.